# Caso Antonio Cappello
Il caso Antonio Cappello riguarda il trattamento subito da un coscritto palermitano sordomuto chiamato alla visita di leva nel periodo in cui, nella Sicilia postunitaria, era stato inviato il generale Govone per reprimere il brigantaggio. Il caso diede luogo a due processi accorpati: la causa per sevizie di Antonio Cappello contro gli ufficiali medici incaricati di valutarne la sordità e quella per diffamazione di tutto il corpo sanitario dell'ospedale militare contro i giornalisti che all'epoca si occuparono della vicenda.

## Premesse
Sul reclutamento dell’Esercito, il Regno di Sardegna giunse all’unità d'Italia con la legge organica 20 marzo 1854, n. 1676 (riforma La Marmora) che prevedeva la leva obbligatoria dei coscritti e il relativo regolamento del 1855. Nei territori annessi al nuovo Regno, a partire dal 1861, il reclutamento militare fu effettuato estendendo con singoli atti l’applicazione della legge sarda a tutte le provincie, comprese quelle siciliane, e via via a tutte le classi di nascita a partire dal 1840.
Sino ad allora, sotto i Borboni, la Sicilia era stata esentata dagli obblighi militari per cui tra i giovani chiamati alla leva si verificò una diffusa renitenza e una conseguente latitanza che contribuì ad incrementare il brigantaggio. Lo stato sabaudo rispose inviando sull'isola il generale Giuseppe Govone con poteri eccezionali che, per l'arresto di renitenti e disertori, impose un duro regime di repressione alla città di Palermo e a interi villaggi, forzando ad arbitrio le disposizioni di leggi e regolamenti.
Le norme per l'esenzione dal servizio militare prevedevano per i giovani dei ceti borghesi l'esonero dietro il pagamento di un pesante tributo, mentre per i meno abbienti la possibilità di restare in famiglia a lavorare era legata a qualche menomazione fisica o mentale per cui ci furono casi di autolesionismo e di simulazione.
In caso di dubbi di simulazione, il regolamento ammetteva il ricorso “ai conosciuti mezzi d'irritazioni esterne più efficaci, sebbene più dolorosi” per scoprire l'inganno. All'epoca, per ignoranza e per pregiudizio, si riteneva che i sordomuti potessero fingere di non capire in quanto furbi e tendenzialmente disobbedienti e insubordinati. La prova a cui fu sottoposto il Cappello, però, non era esplicitamente prevista e, comunque, il regolamento escludeva pratiche cruente che offendessero l'umanità.

## Fatti

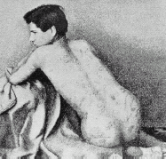
Immagine di Antonio Cappello tratta dalla foto originale

Antonio Cappello, operaio palermitano di sana e robusta costituzione, affetto da sordità e incapace di parola, fu arrestato come renitente della classe 1840 il 23 settembre 1863 e, dalle prigioni di Castellammare, inviato il 28 settembre all'Ospedale militare di Palermo d'ordine del Consiglio di leva, per essere tenuto sotto sorveglianza in osservazione per “sordo-mutezza”.
Sottoposto all'azione cutanea molteplice del ferro rovente per almeno tre distinte volte, una perizia legale del 15 ottobre diede conto di 157 lesioni rilevate su spalle, braccia, natiche e cosce, prodotte da "causticazione".
Nei numeri 264 e 266 del giornale Il Precursore diretto da Giuseppe Acciarini, rispettivamente in data 4 novembre e 6 novembre 1863, comparvero due articoli a firma di Antonio Morvillo in cui si riferiva delle sevizie con le quali era stato torturato il Cappello e delle peripezie della madre di lui per poter incontrare il figlio. Per tali articoli il Morvillo e l'Acciarini furono poi querelati dall'intero corpo sanitario dell'ospedale militare.
Dimesso il 24 novembre dall'ospedale militare, Antonio Cappello subì un ulteriore periodo di ricovero coatto nell'ospizio dei sordomuti e, infine, il 31 dicembre 1863 fu riformato e assolto dal tribunale militare, Tornato in libertà querelò gli ufficiali medici e posò per una fotografia mostrando, a quattro mesi di distanza dalla tortura subita, cicatrici che destavano raccapriccio.

## Iter giudiziario
Il procedimento istruttorio ebbe inizio il 12 ottobre 1863 per l'interessamento del Morvillo che, dopo aver incontrato la madre del Cappello e aver avuto da lei un fazzoletto intriso degli umori delle piaghe del figlio, lo consegnò al regio procuratore e questi al giudice istruttore.
In seguito, dopo le querele delle parti offese e dopo che furono raccolte prove e testimonianze discordanti, il procuratore nella sua requisitoria datata 19 marzo 1864 ipotizzò per i medici un reato previsto dal codice penale per poi escludere l'abuso, mentre per i giornalisti ritenne che non sussistesse la volontà di diffamare, e quindi chiese il non luogo a procedere.
Anche il giudice istruttore nella sua ordinanza del 30 marzo 1864 ritenne che da parte dei medici non vi furono eccessi e chiuse la procedura. A questa ordinanza si oppose prontamente la parte civile.
Il procuratore generale della corte d'appello prendendo in esame il caso e rilevando la presenza in atti dei riscontri forniti dai direttori e medici di vari ospedali militari che escludevano il ricorso al ferro rovente per provare il sordomutismo il 12 aprile chiese la revoca dell'ordinanza per la parte che riguardava i due ufficiali medici accusati di aver praticato le ustioni e, conseguentemente, la formulazione dell'accusa di reato di lesioni alla persona con l'aggravante di essere stato commesso da pubblici ufficiali e l'emissione del mandato di cattura nei loro confronti.
La sentenza della corte di appello di Palermo, sezione di accusa, in data 15 aprile 1864 stabilì il reato ma, argomentando sull'applicabilità dell'aggravante, rimise al tribunale correzionale anziché alla corte d'assise il processo a carico dei due medici.

## Conseguenze
In corso di istruttoria, mentre il Cappello era ancora internato nel ricovero dei sordomuti, nelle tornate del 5 dicembre 1863 e seguenti alla Camera si discusse l'interpellanza dei deputati d'Ondes-Reggio e Antonio Greco intorno ai fatti accaduti nel corso di quell'anno in Sicilia per chiedere un'indagine parlamentare sugli eccessi nell'applicazione dello stato d'assedio ai villaggi, della legge Pica e del regolamento militare del 1855 nella parte che riguardava direttamente il caso Cappello che, in più interventi, fu portato all'attenzione dell'assemblea come fatto grave.
Il Ministero della Guerra, dopo i fatti, emanò una circolare con la quale disponeva che “mai più si esperimenti il ferro rovente sui sospetti simulatori di mutolezza”.
I sordomuti, peraltro, continuarono anche dopo l'introduzione di nuove disposizioni ad essere sottoposti “ad una infinita serie di prove e di esperienze davanti al consiglio di Leva e nelle cliniche degli ospedali militari.”